# River Volley 2017-2018
Questa voce raccoglie le informazioni riguardanti il River Volley nelle competizioni ufficiali della stagione 2017-2018.

## Stagione
Nella stagione 2017-18 il River Volley assume la denominazione sponsorizzata di Liu Jo Nordmeccanica Modena.
Partecipa per la decima volta alla Serie A1; chiude la regular season di campionato al sesto posto in classifica, qualificandosi per i play-off scudetto: viene eliminato durante i quarti di finale dall'Imoco.
Grazie al quinto posto al termine del girone di andata del campionato, il River si qualifica per la Coppa Italia, eliminato nei quarti di finale dalla UYBA.

## Organigramma societario
Area direttiva
- Presidente: Vincenzo Cerciello

Area tecnica
- Allenatore: Marco Gaspari (fino al 5 dicembre 2017), Marco Fenoglio (dal 5 dicembre 2017)
- Allenatore in seconda: Filippo Schiavo
- Scout man: Simone Franceschi

Area sanitaria
- Preparatore atletico: Riccardo Ton

## Rosa
| N° | Nome               | Ruolo | Data di nascita   | Nazionalità sportiva |
| -- | ------------------ | ----- | ----------------- | -------------------- |
| 2  | Symone Abbott      | S     | 27 settembre 1996 | Stati Uniti          |
| 3  | Ilaria Garzaro     | C     | 29 settembre 1986 | Italia               |
| 4  | Judith Pietersen   | S/O   | 3 luglio 1989     | Paesi Bassi          |
| 5  | Laura Heyrman      | C     | 17 maggio 1993    | Belgio               |
| 6  | Giulia Leonardi    | L     | 1º dicembre 1987  | Italia               |
| 7  | Madelaynne Montaño | O     | 6 gennaio 1983    | Colombia             |
| 8  | Jovana Vesović     | S     | 21 giugno 1987    | Serbia               |
| 9  | Caterina Bosetti   | S     | 2 febbraio 1994   | Italia               |
| 10 | Francesca Ferretti | P     | 15 febbraio 1984  | Italia               |
| 11 | Camilla Mingardi   | O     | 19 ottobre 1997   | Italia               |
| 12 | Aurora Pistolesi   | S     | 3 giugno 1999     | Italia               |
| 13 | Raffaella Calloni  | C     | 4 maggio 1983     | Italia               |
| 15 | Mina Tomić         | S/O   | 13 maggio 1994    | Serbia               |
| 16 | Giulia Pincerato   | P     | 16 marzo 1987     | Italia               |
| 17 | Katarina Barun     | O     | 1º dicembre 1983  | Croazia              |
| 18 | Veronica Bisconti  | L     | 27 gennaio 1991   | Italia               |

## Mercato
| Acquisti | Acquisti           | Acquisti      | Acquisti   |
| R.       | Nome               | da            | Modalità   |
| -------- | ------------------ | ------------- | ---------- |
| S        | Symone Abbott      | Northwestern  | definitivo |
| O        | Katarina Barun     | River         | definitivo |
| L        | Veronica Bisconti  | Soverato      | definitivo |
| C        | Raffaella Calloni  | San Casciano  | definitivo |
| O        | Camilla Mingardi   | SAB           | definitivo |
| O        | Madelaynne Montaño | Chemik Police | definitivo |
| S/O      | Judith Pietersen   | -             | definitivo |
| P        | Giulia Pincerato   | Neruda        | definitivo |
| S/O      | Mina Tomić         | Chimik        | definitivo |
| S        | Jovana Vesović     | Telekom Baku  | definitivo |

| Cessioni | Cessioni            | Cessioni              | Cessioni   |
| R.       | Nome                | a                     | Modalità   |
| -------- | ------------------- | --------------------- | ---------- |
| C        | Yvon Beliën         | Bursa BB              | definitivo |
| O        | Marika Bianchini    | Savino Del Bene       | definitivo |
| O        | Jovana Brakočević   | Altay                 | definitivo |
| P        | Valeria Caracuta    | SAB                   | definitivo |
| S        | Francesca Marcon    | Bergamo               | definitivo |
| S        | Neriman Özsoy       | Toyota Queenseis      | definitivo |
| P        | Alessandra Petrucci | -                     | ritirata   |
| S/O      | Mina Tomić          | Wealth Planet Perugia | definitivo |
| S        | Federica Valeriano  | -                     | ritirata   |

## Risultati

### Serie A1

#### Girone di andata
| 1ª giornata - 14 ottobre 2017 PalaPanini, Modena              | River        | 0 - 3 | Savino Del Bene | 14-25, 12-25, 14-25               |
| 2ª giornata - 22 ottobre 2017 PalaNorda, Bergamo              | Bergamo      | 1 - 3 | River           | 27-29, 25-19, 16-25, 18-25        |
| 3ª giornata - 28 ottobre 2017 PalaPanini, Modena              | River        | 2 - 3 | Busto Arsizio   | 25-22, 17-25, 18-25, 25-21, 13-15 |
| 4ª giornata - 5 novembre 2017 PalaCampanara, Pesaro           | Pesaro       | 2 - 3 | River           | 25-27, 25-20, 22-25, 25-23, 12-15 |
| 5ª giornata - 15 novembre 2017 PalaPanini, Modena             | River        | 0 - 3 | AGIL            | 21-25, 20-25, 21-25               |
| 6ª giornata - 19 novembre 2017 PalaBaldinelli, Osimo          | Filottrano   | 0 - 3 | River           | 18-25, 17-25, 23-25               |
| 7ª giornata - 22 novembre 2017 PalaPanini, Modena             | River        | 3 - 2 | SAB             | 25-18, 19-25, 26-28, 25-20, 15-10 |
| 8ª giornata - 26 novembre 2017 PalaVerde, Villorba            | Imoco        | 2 - 3 | River           | 21-25, 21-25, 25-15, 25-9, 12-15  |
| 9ª giornata - 3 dicembre 2017 PalaPanini, Modena              | River        | 1 - 3 | San Casciano    | 21-25, 12-25, 25-19, 17-25        |
| 10ª giornata - 10 dicembre 2017 Palazzetto dello Sport, Monza | Pro Victoria | 2 - 3 | River           | 21-25, 29-31, 25-20, 25-20, 11-15 |
| 11ª giornata - 17 dicembre 2017 PalaPanini, Modena            | River        | 3 - 1 | Casalmaggiore   | 25-20, 23-25, 25-17, 25-20        |

#### Girone di ritorno
| 12ª giornata - 26 dicembre 2017 Palazzetto dello Sport, Scandicci | Savino Del Bene | 3 - 0 | River        | 25-23, 25-14, 25-19               |
| 13ª giornata - 7 gennaio 2018 PalaPanini, Modena                  | River           | 3 - 0 | Bergamo      | 25-22, 31-29, 25-18               |
| 14ª giornata - 13 gennaio 2018 PalaYamamay, Busto Arsizio         | Busto Arsizio   | 3 - 1 | River        | 25-18, 23-25, 25-18, 25-20        |
| 15ª giornata - 17 gennaio 2018 PalaPanini, Modena                 | River           | 3 - 0 | Pesaro       | 25-13, 25-15, 25-21               |
| 16ª giornata - 21 gennaio 2018 PalaTerdoppio, Novara              | AGIL            | 3 - 0 | River        | 25-22, 29-27, 25-23               |
| 17ª giornata - 28 gennaio 2018 PalaPanini, Modena                 | River           | 3 - 0 | Filottrano   | 25-21, 25-23, 25-22               |
| 18ª giornata - 4 febbraio 2018 PalaBorsani, Castellanza           | SAB             | 2 - 3 | River        | 25-22, 29-27, 18-25, 13-25, 15-17 |
| 19ª giornata - 10 febbraio 2018 PalaPanini, Modena                | River           | 2 - 3 | Imoco        | 26-24, 10-25, 25-22, 19-25, 13-15 |
| 20ª giornata - 25 febbraio 2018 Nelson Mandela Forum, Firenze     | San Casciano    | 3 - 0 | River        | 27-25, 25-18, 25-23               |
| 21ª giornata - 4 marzo 2018 PalaPanini, Modena                    | River           | 2 - 3 | Pro Victoria | 25-23, 25-19, 21-25, 21-25, 12-15 |
| 22ª giornata - 10 marzo 2018 PalaRadi, Casalmaggiore              | Casalmaggiore   | 2 - 3 | River        | 25-17, 25-20, 21-25, 24-26, 10-15 |

#### Play-off scudetto
| Quarti di finale (gara 1) - 18 marzo 2018 PalaVerde, Villorba | Imoco | 3 - 0 | River | 25-16, 25-16, 25-16        |
| Quarti di finale (gara 2) - 25 marzo 2018 PalaPanini, Modena  | River | 1 - 3 | Imoco | 19-25, 23-25, 25-23, 20-25 |

### Coppa Italia
| Quarti di finale (andata) - 21 dicembre 2017 PalaPanini, Modena          | River         | 3 - 2 | Busto Arsizio | 25-20, 27-29, 20-25, 25-20, 15-10 |
| Quarti di finale (ritorno) - 30 dicembre 2017 PalaYamamay, Busto Arsizio | Busto Arsizio | 3 - 1 | River         | 26-24, 24-26, 25-21, 25-14        |

## Statistiche

### Statistiche di squadra
| Competizione | Punti | In casa | In casa | In casa | In trasferta | In trasferta | In trasferta | Totale | Totale | Totale |
| Competizione | Punti | G       | V       | P       | G            | V            | P            | G      | V      | P      |
| ------------ | ----- | ------- | ------- | ------- | ------------ | ------------ | ------------ | ------ | ------ | ------ |
| Serie A1     | 33    | 12      | 5       | 7       | 12           | 7            | 5            | 24     | 12     | 12     |
| Coppa Italia | -     | 1       | 1       | 0       | 1            | 0            | 1            | 2      | 1      | 1      |
| Totale       | -     | 13      | 6       | 7       | 13           | 7            | 6            | 26     | 13     | 13     |

G = partite giocate; V = partite vinte; P = partite perse

### Statistiche dei giocatori
| Giocatore    | Serie A1 | Serie A1 | Serie A1 | Serie A1 | Serie A1 | Coppa Italia | Coppa Italia | Coppa Italia | Coppa Italia | Coppa Italia | Totale | Totale | Totale | Totale | Totale |
| Giocatore    | P        | PT       | AV       | MV       | BV       | P            | PT           | AV           | MV           | BV           | P      | PT     | AV     | MV     | BV     |
| ------------ | -------- | -------- | -------- | -------- | -------- | ------------ | ------------ | ------------ | ------------ | ------------ | ------ | ------ | ------ | ------ | ------ |
| S. Abbott    | 0        | 0        | 0        | 0        | 0        | -            | -            | -            | -            | -            | 0      | 0      | 0      | 0      | 0      |
| K. Barun     | 24       | 403      | 354      | 28       | 21       | 2            | 59           | 49           | 3            | 7            | 26     | 462    | 403    | 31     | 28     |
| V. Bisconti  | 20       | 1        | 1        | 0        | 0        | 2            | 0            | 0            | 0            | 0            | 22     | 1      | 1      | 0      | 0      |
| C. Bosetti   | 22       | 265      | 216      | 38       | 11       | 2            | 19           | 17           | 1            | 1            | 24     | 284    | 233    | 39     | 12     |
| R. Calloni   | 15       | 83       | 58       | 21       | 4        | 1            | 3            | 1            | 2            | 0            | 16     | 86     | 59     | 23     | 4      |
| F. Ferretti  | 21       | 36       | 13       | 19       | 4        | 2            | 0            | 0            | 0            | 0            | 23     | 36     | 13     | 19     | 4      |
| I. Garzaro   | 20       | 81       | 58       | 17       | 6        | 2            | 8            | 5            | 1            | 2            | 22     | 89     | 63     | 18     | 8      |
| L. Heyrman   | 24       | 254      | 189      | 54       | 11       | 2            | 29           | 20           | 7            | 2            | 26     | 283    | 209    | 61     | 13     |
| G. Leonardi  | 24       | 0        | 0        | 0        | 0        | 2            | 0            | 0            | 0            | 0            | 26     | 0      | 0      | 0      | 0      |
| C. Mingardi  | 10       | 126      | 106      | 10       | 10       | -            | -            | -            | -            | -            | 10     | 126    | 106    | 10     | 10     |
| M. Montaño   | 22       | 158      | 138      | 9        | 11       | 2            | 34           | 28           | 4            | 2            | 24     | 192    | 166    | 13     | 13     |
| J. Pietersen | 9        | 28       | 28       | 0        | 0        | -            | -            | -            | -            | -            | 9      | 28     | 28     | 0      | 0      |
| G. Pincerato | 17       | 14       | 5        | 6        | 3        | 2            | 5            | 3            | 1            | 1            | 19     | 19     | 8      | 7      | 4      |
| A. Pistolesi | 18       | 3        | 0        | 0        | 3        | 1            | 0            | 0            | 0            | 0            | 19     | 3      | 0      | 0      | 3      |
| M. Tomić     | 2        | 0        | 0        | 0        | 0        | 1            | 0            | 0            | 0            | 0            | 3      | 0      | 0      | 0      | 0      |
| J. Vesović   | 10       | 31       | 30       | 0        | 1        | 1            | 0            | 0            | 0            | 0            | 11     | 31     | 30     | 0      | 1      |

P = presenze; PT = punti totali; AV = attacchi vincenti; MV = muri vincenti; BV = battute vincenti